# Stockem, Bitburg-Prüm
Stockem là một đô thị ở huyện Bitburg-Prüm, trong bang Rheinland-Pfalz, phía tây nước Đức. Đô thị Stockem, Bitburg-Prüm có diện tích 3,97 km², dân số thời điểm ngày 31 tháng 12 năm 2006 là 88 người.